# Алишер Навои
Алише́р Навои́ (узб. Alisher Navoiy / Алишер Навоий; уйг. ئەلشىر ناۋائى / Әлшир Нава’и‎; чагат. علیشیر نوایی‎; Низомидди́н Мир Алише́р; 9 февраля 1441, Герат — 3 января 1501, там же) — тюркский поэт, суфий, государственный деятель тимуридского Хорасана.
Главные произведения создал под псевдонимом Навои (мелодичный) на литературном чагатайском языке, на развитие которого оказал заметное влияние; под псевдонимом Фани (бренный) писал на персидском. Его творчество дало мощный стимул развитию литературы на тюркских языках, в особенности чагатайской и воспринявшей её традиции литературы на узбекском и уйгурском языках.
Венгерский востоковед, путешественник, Арминий Вамбери, в 1863 году побывавший в Средней Азии, писал об Алишере Навои: «величайший узбекский поэт Навои известен всем и каждому».
В советской и российской историографии Алишер Навои определяется как узбекский поэт, мыслитель и государственный деятель.

## Происхождение
Мухаммад Хайдар Доглат, никогда не встречавшийся с Навои, в своём историческом труде «Тарих-и Рашиди» отмечал то, что отцом Навои был уйгурский бахши. Мать Алишера Навои принадлежала сословию элитных родов Хорасана, дядю по матери тагаи звали Мир Саид или Сайид Ака. Он писал стихи на тюркском языке. У А. Навои был единственный родной брат Дервиш-Али, который всячески поддерживал поход Шейбани-хана в Хорасан, в 1503 году присоединился к Шейбани-хану и ездил уговаривать жителей Балха покориться Шейбани-хану. После смерти Шейбани-хана Дарвиш-Али вместе с Бабуром выехал в Самарканд, дальнейшая его судьба неизвестна.
Наставник и друг Алишера Навои Абдурахман Джами (1414—1492), подчёркивая его тюркское происхождение, писал:
 او که یک ترک بود و من تاجیک،  
  هردو داشتیم خویشی نزدیک. 
 У ки  як турк буд ва ман тоҷик  
  Ҳарду доштем хешии наздик 

 Хоть он был тюрком, а я таджик,   
 Мы  были близки к друг другу..
По мнению А. А. Семёнова, основанному только на сведениях одного автора Мухаммеда Хайдара Дулати (1499—1551), Алишер Навои происходил из уйгурских бахши, то есть из секретарей и письмоводителей уйгуров, писавших по традиции и при тимуридах на уйгурском языке некоторые официальные бумаги. Есть также версия, что он был выходцем из тюркизированного монгольского племени барласов. Академик С. Е. Малов в своем труде об Алишере Навои пишет:

Мир Алишер Навои противопоставлял себя узбекам, он был тюрк-барлас-чагатай, по терминологии XV века. У нас нет особых оснований менять эту историческую терминологию, если мы не хотим смазывать и затушёвывать её наполненную своим специальным содержанием специфичность и если нет у нас достаточных и уважительных причин. 
В своих стихах Алишер Навои пишет о тюрках как о своём народе следующее:

Но наслаждались люди «Арбаин» лишь на языке фарси,
А тюрки с пользою постичь стихи те не могли.
Тогда я цель поставил пред собою: для народа моего,
Переложу стихи, не пропустив из «Арбаина» ничего

### А. Навои об узбеках
В поэме «Стена Искандера» Алишер Навои упоминает узбеков и мангытов, а в другом произведении он писал об узбеках Хорезма.
Название «узбек» было известно в Хорасане в эпоху правления друга Алишера Навои, тимурида Султана Хусейна Байкары (1437—1506). Как сообщает источник XV века «Муиз ал-ансаб», одна из жен Султана Хусейна Байкары по имени Манглай-би была родом из узбеков.
Алишер Навои в своих произведениях неоднократно упоминает узбеков. Например, он писал:

На шахские короны и пышные одежды

мне надоело смотреть,

Мне достаточно одного моего простого узбека,

у которого на голове тюбетейка, а на плечах халат (Шоҳу тожу хилъатиким, мен тамошо қилғали Ўзбагим бошида қалпоқ, эгнида ширдоғи бас).

## Биография

### Детство
Низамиддин Мир Алишер родился 9 февраля 1441 г. в семье Гиясаддина Кичкине, чиновника в государстве Тимуридов, чей дом посещали видные деятели философской мысли и искусства того времени. В это время страной правил сын Тамерлана Шахрух, а столица была перенесена из Самарканда в Герат. Дядя по матери Мир Алишера — Мир Саид — был поэтом; второй дядя — Мухаммад Али — был известен как музыкант и каллиграф, писал стихи под псевдонимом Гариби. Двоюродный брат Алишера, Саид-ака Хайдар, носил поэтическое прозвище Сабухи. Таким образом, мальчику уже с раннего детства приходилось слышать постоянно чтение стихов, и многое из слышанного его детская память удерживала. Первое свое стихотворение Алишер выучил в три-четыре года, оно принадлежало поэту Касим ал-Анвару. Друзья отца попросили прочитать Алишера стихи и были изумлены.

### Встреча сШараф аддином Али Йазди
В 1449 году родители Алишера проезжали город Тафт, где в это время жил знаменитый историк Тимура Шарафаддин Али Йазди. Караван-сарай, где остановились путники, был расположен поблизости от ханаки Шарафаддина. Алишер, играя с другими детьми, случайно забежал во двор ханаки и увидел там почтенного старца. Ученый, окликнул его и Алишер толково и рассудительно ответил на все обращенные к нему вопросы историка. Тот похвалил его и спросил, ходит ли он уже в школу. Алишер с гордостью ответил, что уже изучает Коран и успел дойти до суры «Табарака». Шарафаддин одобрил ум и смелость мальчика и благословил его.

## Алишер Навои и сарбадары
Навои вел переписку с поэтом Амиром Шахи (Амир Ага-Малик ибн Джамаладдин), который был из числа сабзеварских сарбадаров (сторонники демократических методов управления), состоял одно время в свите тимурида Байсункара.

### Учёба в медресе
Когда ему ещё не было и пятнадцати лет, Алишер получил известность как поэт, хорошо пишущий стихи на двух языках (зул-лисанайн): персидском и своём родном чагатайском. Одним из учителей Алишера Навои был Ардашер Сайид Хасан (1418—1489) — тюркский поэт эпохи Тимуридов.
С юных лет Алишер воспитывался вместе с детьми тимуридских семей; он особенно дружил с султаном Хусейном, впоследствии главой Хорасанского государства, тоже поэтом, покровителем искусств. Навои учился в Герате (вместе с будущим правителем Хорасана Хусейном Байкарой, дружеские отношения с которым сохранил на всю жизнь). В 1457—1463 г. Алишер учился в медресе Мешхеде. Среди учителей Навои был Джами — в дальнейшем друг и единомышленник поэта.

### Навои в Самарканде
В 1466—1469 годах Алишер Навои жил в Самарканде и учился в медресе. Алишер Навои нашёл двух знатных покровителей — Дервиш Мухаммад-тархана, сестра которого была замужем за тимуридом Абу Са’идом, и Ахмад-хаджибека, который десять лет был хакимом Герата, а затем представлял государственную власть в Самарканде. Это был широко образованный человек, любивший поэзию и сам составивший целый сборник (диван) стихов под псевдонимом Вафа’и помощью этих двух вельмож Алишеру Навои удалось устроиться в медресе ходжи Фазлаллаха Абу-л-Лайси, известнейшего законоведа и знатока арабского языка в Самарканде. Навои говорит, что ходжу Фазлаллаха по его познаниям в законоведении называли вторым Абу Ханифой (он был известнейший мусульманский законовед, основатель
одного из четырёх суннитских правоверных толков — ханифитского (мазхаб)).
После прихода к власти своего друга, тимурида Хусейна Байкары, Алишер Навои вернулся в родной Герат.
Алишер Навои сохранил хорошие отношения с самаркандским суфийским лидером ордена Накшбандия Убайдулла Ходжа Ахраром и в 1490 году специально отправлял личного врача в Самарканд для помощи святому ходже

### Деятельность в Герате
14 апреля 1469 г., при дворе Султан-Хусайна в Герате был большой приём. На празднике Навои подарил султану касыду (оду) «Хилалия» («Новолуние»). Произведение получило свое название от слова «хилал», которое появляется как редиф (повторяющееся слово) в конце каждого бейта (стиха). В этом же году Алишер Навои был назначен на должность хранителя печати при правителе Хорасана Хусейне Байкара, с которым его связывали дружеские отношения. В 1472 году получил чин визиря и титул эмира. В 1476 году он подал в отставку, однако остался приближённым султана, который доверял ему важные дела в Герате. В 1487—1489 годах Алишер Навои занимает должность главы города Астрабад, после чего возвращается в Герат.
В июне 1469 г. вмешательство Навои помогло предотвратить большие волнения в Герате. 22 июня 1469 г. шиитский проповедник произнёс с кафедры проповедь, вызвавшую своими фанатическими выпадами крайнее возмущение собравшихся. Делегация пошла к султану с жалобой и застала его на улице на пути к месту молитвы. Он послал людей, и проповедник был выгнан из мечети. Так было доказано, что Султан-Хусайн не собирается нарушать суннитские традиции. Сам Навои принадлежал, очевидно, к суннитскому толку. В его произведениях никаких проявлений симпатий к шиитам нет.

## Покровительство науке и культуре
Навои оказывал протекцию и поддерживал материально учёных, мыслителей, художников, музыкантов, поэтов и каллиграфов. При нём в Герате формируется кружок учёных и творческих людей, в который, в числе прочих, входили он сам, Джами, султан, писавший стихи под псевдонимом Хусайни, историки Мирхонд, Хондамир, Васифи, Давлятшах Самарканди, художник Кемаледдин Бехзад, архитектор Кавам-ад-дин. По инициативе Навои и под его руководством в Герате велось строительство: на берегу канала Инджил возведены медресе, ханака, библиотека, больница. Личный секретарь Навои, Абдулжамил, также слагал стихи и переписывал работы начальника.
Навои возвел мечеть и медресе, получившее название Ихласийа. Медресе было разделено на две половины: восточную и западную, в каждую было назначено по одному преподавателю, из которых один читал курс законоведения (фикх), а другой — курс хадис (изречения пророка). Каждый преподаватель должен был обучать по одиннадцати учащихся. Против медресе было построено здание где чтецы Корана должны были постоянно читать священную книгу. Это здание получило название Дар ал-хуффаз (Дом чтецов Корана). С южной стороны медресе, была сооружена ханака, где неимущим ежедневно раздавалась бесплатно пища, а раз в году — и одежда. Около ханаки было построено здание, предназначенное для пятничной молитвы. Ханака получила название Хуласийа. Преподавателям медресе назначалось каждому в год по 1200 золотых и 24 мешка зерна. Студенты делились на три разряда по их успеваемости: шести лучшим назначалось по 24 золотых и 5 мешков зерна; восьми средним — по 16 золотых и 4 мешка; восьми наиболее слабым—по 12 золотых и 3 мешка. Ежегодно он раздавал нищим тысячу комплектов одежды. Им было построено 380 общественных зданий"
Как мыслитель Алишер Навои входил в дервишский суфийский орден Накшбандия. Он любил лишь Господа (Аллаха) и посему не интересовался браком. Об этом он напишет в «Лисон ут-тайр» («Язык птиц»): «Я как Феникс родился в пламени любви. А он только рождается в пламени и умирает в нём. Он рождён только для того, чтобы сгореть. Нет, нет, что я говорю, я только обжигался от искр пламени, в котором горел настоящий Феникс (он хотел сказать Аттар)».
Известный полководец, поэт и писатель Захир-ад-дин Мухаммад Бабур в своих мемуарах «Бабур-наме» рассказывает:

Алишер бек Навои… беком у Султана не был, но был его товарищем. В детстве они учились в одной школе, между ними была большая близость… Алишер бек известен щекотливостью нрава. Говорили, что его щекотливость происходила от обольщения властью, но это не так. Подобное качество было у него природным… Неизвестно, существовал ли когда-нибудь другой такой пособник и покровитель людей науки и искусства, как Алишер бек… Мало кому удавалось построить столь полезных зданий, сколько построил он. Без сына, без дочери, без жены прошёл он прекрасно свой путь в мире, одиноко и налегке.

## Произведения
Творческое наследие Алишера Навои огромно и многогранно: оно включает в себя около 30 крупных произведений — сборников стихов (диванов), поэм (дастанов), философских и научных трактатов. Используя многовековые культурные традиции мусульманских народов Средней Азии и Ближнего Востока, Алишер Навои создаёт вполне оригинальные произведения.

### Лирика
Лирическое наследие поэта огромно. Известно 3150 его произведений в жанре газели, включённых в диваны на тюркском языке и фарси.
«Сокровищница мыслей» — поэтический свод, составленный самим поэтом в 1498—1499 годах по хронологическому принципу и включающий четыре дивана, соответствующих четырём периодам жизни поэта: «Диковины детства», «Редкости юности», «Диковины средних лет», «Назидания старости». Стихи относятся к разным лирическим жанрам, среди которых особенно многочисленны газели (более 2600). В диванах присутствуют и стихотворения других жанров — мухаммасы, мусаддасы, местезады, кыты, рубаи и восходящие к тюркскому народному творчеству туюги.
Лирические стихи трудно поддаются датировке, поскольку отклики на известные нам факты жизни поэта в них улавливаются довольно редко, а событийность для них вообще не свойственна. «Сокровищница мыслей» — лирическая исповедь поэта, передающая всю гамму его переживаний. Наряду с внешним любовным планом в них присутствует высший — по-суфийски спиритуализированный и использующий традиционные образы чувственной лирики в метафорическом ключе. При этом оригинальные метафоры Навои переплетаются с традиционными, почерпнутыми им из богатой традиции восточной поэзии.
Любовь для Навои — одновременное высокое, духовное и изысканно-эротическое, земное чувство, которое подчиняет человека себе и лишает его свободы. И, вместе с тем, это не рождает в поэте пессимизма, поскольку Навои понимает любовные страдания как основу духовного возрождения.
Одной из главных своих задач Навои считал развитие литературного тюркского языка. Именно в лирике поэта тюркский стих достиг вершин художественной выразительности: его газели поражают филигранной отделкой деталей, виртуозным соответствием формальным правилам, семантической игрой, свежестью образов, аллегорий и метафор. Благодаря лирике Навои фарси утрачивает статус единственного литературного языка. Бабур в своей книге мемуаров так сказал о его языке:

«Алишер бек был человек бесподобный. С тех пор, как на тюркском языке слагают стихи, никто другой не слагал их так много и так хорошо»
Поэт составил также так называемый «Диван Фани» — сборник лирических стихов на фарси.
«Сорок хадисов» («Арбаин кирк хадис») — произведение другого типа. Это 40 четверостиший на тюркском языке, написанных на темы хадисов пророка Мухаммеда. Основой сочинения послужило одноимённое сочинение Джами на языке фарси (в сущности, произведение Навои представляет собой вольный перевод).
Свои касыды на персидском языке Навои собрал в два сборника — «Шесть необходимостей» («Ситтаи зарурия») и «Четыре сезона года» («Фусули арбаа»).

### «Хамса»
Вершина творчества Навои — знаменитая «Хамса» (Пятерица), включающая в себя пять эпических поэм: дидактическую «Смятение праведных» (1483) и сюжетные героические (дастаны) «Лейли и Меджнун» (1484), «Фархад и Ширин» (1484), «Семь планет» (1484), «Стена Искандера» (1485).
«Пятерица» представляет собой «ответ» (назира) на «Пятерицы» Низами Гянджеви и индо-персидского поэта Амира Хосрова Дехлеви (писал на фарси). Навои воспроизводит сюжеты их сочинений, некоторые формальные особенности, однако зачастую даёт иное толкование тематики и сюжетных ситуаций, новую трактовку событий и образов.
«Смятение праведных» — первая поэма цикла, произведение дидактико-философского толка. В ней разрабатываются мотивы поэмы Низами «Сокровищница тайн». Она состоит из 64 глав, в которых затрагиваются вопросы религии, морали и нравственности. В поэме обличаются феодальные распри, жестокость государственных вельмож, произвол беков, лицемерие шейхов. Поэт страстно утверждает идеалы справедливости.
«Лейли и Меджнун» — поэма на сюжет средневековой арабской легенды (разработанной также Низами Гянджеви, Физули, Амиром Хосровом, Джами) о печальной любви юного поэта Кайса к красавице Лейли. Пронзительная эмоциональность конфликта и изысканный поэтический язык поэмы сделали её широко популярной у восточного читателя. Поэма оказала большое влияние на литературу Востока и узбекский фольклор.
«Фархад и Ширин» — героико-романтическая поэма на старый сюжет о любви богатыря Фархада к армянской красавице Ширин, на которую претендует персидский шах Хосров. Сюжет был разработан Низами Гянджеви, однако поэма Навои отличается тем, что автор переакцентировал своё внимание с шаха Хосрова на богатыря Фархада, сделав его идеальным эпическим героем. Это удалось благодаря тому, что Алишер Навои использовал приёмы фольклорной поэтики и традиции народных сказаний (дастанов).
«Семь планет» — поэма, объединяющая общей рамкой семь сказочных новелл. В иносказательной форме поэма критикует окружение Алишера Навои, правителей (Тимуридов), Султан-Хусейна и его придворных.
«Стена Искандара» — последняя поэма цикла, написанная на распространённый полуфантастический сюжет о жизни идеального справедливого правителя-мудреца Искандера (под этим именем на Востоке известен Александр Македонский).

### Филологические трактаты
Некоторые авторы XV века полагали, что тюркский язык груб для поэзии. Это мнение Алишер Навои опровергает в трактате «Суждение о двух языках» (1499). В нём обосновано культурное и художественное значение тюркского языка. Навои пишет:
Богатство тюркского языка доказано множеством фактов. Выходящие из народной среды талантливые поэты не должны выявлять свои способности на персидском языке. Если они могут творить на обоих языках, то все же очень желательно, чтобы они на своем языке писали стихов побольше». И далее: «Мне кажется, что я утвердил великую истину перед достойными людьми тюркского народа, и они, познав подлинную силу своей речи и её выражений, прекрасные качества своего языка и его слов, избавились от пренебрежительных нападок на их язык и речь со стороны слагающих стихи по-персидски.
Вопросы теории литературы и стихосложения подняты в трактате «Весы размеров». Теоретические положения и само творчество Алишера Навои оказали огромное воздействие как на развитие узбекской и уйгурской литературы на чагатайском языке, так и на развитие других тюркоязычных литератур (туркменской, азербайджанской, турецкой, татарской).

### Исторические сочинения
Алишер Навои — автор биографических и исторических книг: «Пятерица смятенных» (1492) посвящена Джами; антология «Собрание утончённых» (1491—1492) содержит краткие характеристики писателей — современников Навои; «История иранских царей» и «История пророков и мудрецов», содержит сведения о легендарных и исторических деятелях Востока, о зороастрийской и коранической мифологии.

### Поздние произведения о государстве
На закате жизни Алишер Навои пишет аллегорическую поэму «Язык птиц» («Парламент птиц» или «Симург») (1499) и философско-аллегорический трактат «Возлюбленный сердец» (1500), посвящённый наилучшему устройству общества. В книге обнаруживается влияние сочинений Юсуфа Баласагуни и «Гулистана» Саади. В книге осуждаются жестокие, невежественные и аморальные правители и утверждается идея централизации власти в руках справедливого просвещённого правителя.
Всю свою жизнь Алишер Навои комбинировал литературные деяния с политическими. Будучи человеком высокого положения, он внес значительный вклад в усовершенствование социально-экономической жизни страны; покровительствование науки, искусства, и литературы; всегда пытался установить мир и гармонию.
| Год                  | Название                             | Оригинал                         | Примечание |
| -------------------- | ------------------------------------ | -------------------------------- | --- |
| 1483—1485            | Пятерица                             | Хамса                            | Смятение праведных (Хайрат ал-абрар), Фархад и Ширин (Фархад у Ширин), Лейли и Меджнун (Лайли у Маджнун), Семь планет (Саб’а-йи саййара), Стена Искандара (Садд-и Искандари) |
| 1488                 | История правителей Аджама            | Тарих-и мулук-и аджам            | |
| 1492                 | Пятерица смятенных                   | Хамсат ал-мутахаййирин           | |
| 1491—1492, 1498—1499 | Собрание избранных                   | Маджалис-ан-нафаис               | В 1498—1499 гг. А. Навои дополнил своё произведение |
| 1498                 | Сокровищница мыслей                  | Хаза’ин ал-ма’ани                | Сборник состоит из четырёх диванов: Чудеса детства, Редкости юности, Диковины среднего возраста, Полезные советы старости                                                    |
| 1499                 | Язык птиц                            | Лисан ат-тайр                    | |
| 1499                 | Суждение о двух языках               | Мухакамат ал-лугатайн            | |
| 1500                 | Возлюбленный сердец                  | Махбуб ал-кулуб                  | |
| после 1485 г.        | История пророков и учёных            | Тарихи анбия ва хукама           | |
| после 1492 г.        | Вес размеров                         | Мезан ал-авзан                   | также возможный перевод «Весы размеров» |
| после 1493 г.        | Жизнеописание Пахлавана Мухаммада    | Манакиб-и Пахлаван Мухаммад      | |
| после 1489 г.        | Жизнеописание Сайида Хасана Ардашера | Манакиб-и Саййид Хасан-и Ардашир | |

## Литературное наследие и влияние
Авторы грамматики языка тюрки и составители словаря тюркского языка исходили из произведений Навои, считая, что в них этот язык представлен в наиболее чистой форме.
Некоторые традиции поэзии Алишера Навои оказали влияние на поэтов Османской империи.
Поэзия Алишера Навои оказала наибольшее влияние на творчество узбекской поэтессы Надиры (1792—1842).
У хивинского хана-поэта Мухаммад Рахим-хана II (1864—1910) проявился большой интерес к поэзии Алишера Навои (1441—1501). Хорезмийские поэты продолжали традиции поэзии Алишера Навои, что отмечалось А. Н. Самойловичем.
Интерес к поэзии А.Навои имел место и в каджарском Иране. Лексикографический труд под названием «Бахджат аль-лугат» («Красота слов») был написан Фатх Али Каджаром Казвини в 1861 году с целью создания словаря для иранских читателей, желающих изучать произведения Навои.
Алишер Навои пользовался популярностью среди туркмен под именем Мирали. В его честь названы мелодия и лад народной музыки туркмен.

## Память
- Полководец, поэт и писатель Бабур высоко ценил творчество Навои и даже пытался вступить с ним в переписку.
- Сулейман Великолепный высоко ценил творчество Навои и имел в своей библиотеке манускрипты с его произведениями «Сокровищница мыслей», «Пятёрица» и «Спор двух языков»[46].
- Бухарский эмир Музаффар в 1872 году подарил рукопись Дивана А. Навои Британской королеве Виктории[47].
- В 1860-х-1900-х годах узбекские придворные поэты Хивинского ханства старались подражать литературному стилю Алишера Навои[48].
- Узбекский просветитель из Коканда Ашурали Захири в 1914 году написал статью в которой он подчеркнул важную роль произведения Алишера Навои «Мухокамат-уль-луг’атайн» в истории узбекского языка. Он издал в типографии «Мухокамат уль-Лугатайн» в 1916 году[49].
- Произведения Алишера Навои были включены в учебные программы всех школ и медресе Средней Азии в XVI — начале XX в.
- В 1941 году узбекский писатель Муса Ташмухамедов написал роман «Навои».
- В 1966 году в Узбекской ССР отмечалось 525-летие Алишера Навои и в связи с этим делегация ученых Академии наук Узбекистана под руководством академика И. М. Муминова посетили Герат, где были собраны материалы, касающиеся А. Навои и было предложено создать музей А. Навои.
- В 2021 году узбекский писатель Исажон Султон  написал роман «Алишер Навои».

### В названиях
- В честь Навои назван город в Узбекистане и область (Навоийская область).
- В 1970 году в состав Дальневосточного морского пароходства вошло судно, носящее имя Алишера Навои.
- Имя было присвоено Наманганскому областному узбекскому театру музыкальной драмы и комедии.
- В Ташкенте есть ГАБТ имени Алишера Навои, проспект Алишера Навои, станция метро «Алишер Навои». В стенах зала станции метро установлены панно из сюжетов «Хамсы» Навои и барельеф Навои.
- Национальная библиотека Узбекистана носит имя Алишера Навои
- Государственный музей литературы имени Алишера Навои Академии наук Республики Узбекистан.
- В СССР имя было присвоено Государственному музею истории народов Узбекистана.
- Самаркандский государственный университет носил имя Алишера Навои с 1960 по 2016 годы, но по инициативе президента Узбекистана И. Каримова это название было упразднено.
- В честь Навои назван кратер на Меркурии.
- В честь поэта названо парк имени «Низомиддин Алишер Навои» в Душанбе[50].
- Именем поэта названа одна из ведущих к горам улиц Алма-Аты. Также в честь поэта названы один из проспектов в Киеве и улицы в Душанбе, Баку и Ашхабаде.
- Именем Навои названа бывшая улица Тельмана, городской парк и средняя школа в городе Ош.
- В апреле 2007 года в Вашингтоне состоялась конференция «Алишер Навои и его влияние на культурное развитие народов Центральной Азии»[51].
- С 2009 года в Астраханской области проводятся ежегодные культурные мероприятия в честь Алишера Навои.
- 9 февраля 2020 г. в Московском доме национальностей состоялось чествование 579-й годовщины со дня рождения Алишера Навои, организованное Всероссийским конгрессом узбеков, узбекистанцев (ВКУУ).[52]

### Памятник, скульптура
- Памятники Алишеру Навои: в Москве, Минске (скульптор М. Макаревич)[53], Навои, Оше, Ташкенте, Самарканде, Баку[54], Токио, Вашингтоне, Шанхае,[55].
- В Ташкенте имеются три памятника Алишеру Навои: первый — перед зданием Молодёжного театра Узбекистана (бывш. ТЮЗ) на проспекте Навои; второй — под ротондой в Национальном парке Узбекистана имени Алишера Навои; третий — на площади перед Ташкентским государственным университетом узбекского языка и литературы имени Алишера Навои, где раньше располагался Педагогический институт.
- Барельеф в честь Алишера Навои установлен в городе Мазари-Шариф в Северном Афганистане.

### В филателии и нумизматике
- В честь 500-летия Алишера Навои в 1942 году в Советском союзе были напечатаны почтовые марки.
- В 1991 году к 550-летию поэта был выпущен советский юбилейный рубль с изображением Алишера Навои.
- В честь Алишера Навои выпущены памятные монеты Узбекистана и памятная монета в 1 рубль СССР в 1991 году.

### В кинематографии
- В 1947 году на Ташкентской киностудии был снят фильм «Алишер Навои».
- В начале 1980-х годов в Узбекской ССР режиссёром М. Юнусовым был снят 10-серийный видеофильм «Алишер Навои».

## Галерея
- 525 лет со дня рождения Алишера Навои
- Советские марки 1942 года к 500-летию со дня рождения Алишера Навои
- Советский юбилейный рубль 1991 года к 550-летию со дня рождения Алишера Навои
- Марка к 550-летию со дня рождения Навои на почтовой карточке. СССР, 1991